# Врагов, Василий Фёдорович
Василий Фёдорович Врагов (29 февраля 1872, с. Каменка Нижнеломовского уезда Пензенской губернии — 29 декабря 1937, окрестности Тамбова ?) — крестьянин, депутат Государственной думы I созыва от Пензенской губернии.

## Биография
Крестьянин села Каменка Нижнеломовского уезда Пензенской губернии. Православного вероисповедания. Окончил Каменское начальное народное училище. Позже много занимался самообразованием, собрал большую библиотеку.
Познакомившись с взглядами Л. Н. Толстого, посетил писателя в Ясной Поляне. Вёл агитационную работу среди крестьян, чем были недовольны местные власти. Земледелец, одновременно занимался мелкой бакалейной торговлей, а также торговлей строительными материалами. Владелец лавки бакалейных товаров и строительных материалов и дома с приусадебным участком в селе Каменка. Женат, шестеро детей.
В годы революции 1905—1907 годов был одним из руководителей аграрного движения Нижнеломовского уезда.
14 апреля 1906 избран в Государственной думы I созыва от общего состава выборщиков Пензенского губернского избирательного собрания. 27 апреля 1906 года торжественное открытие Государственной Думы началось с императорского приёма в Георгиевском зале Зимнего дворца. Граф В. Н. Коковцов, в тот момент министр финансов, писал об этом приёме:

Странное впечатление производил в эту минуту тронный Георгиевский зал, и думалось мне, что не видели ещё его стены того зрелища <…>. Вся правая сторона от трона была заполнена мундирной публикой <…>. По левой стороне в буквальном смысле толпились члены Государственной Думы <…>. Среди … народных представителей особенно выделялась фигура человека высокого роста в рабочей блузе и высоких смазанных сапогах, с насмешливым и наглым видом рассматривавшего трон и всех, кто его окружал… Я просто не мог отвести глаз от него… таким презрением и злобой дышало его наглое лицо.
Врагов был членом Трудовой группы. Входил в аграрную комиссию и комиссию по исполнению государственной росписи доходов и расходов Думы. Выступил в Думе по аграрному вопросу. В своей речи 2 июня 1906 Врагов призвал к передаче крестьянам земли «за справедливое вознаграждение» и введению прямого подоходного налога. Он в частности сказал, что если землевладельцы не согласятся уступить своих земель, то народ возьмёт их силой: «Правительству очевидно мало крови. Оно желает зажечь всю Россию, как некогда зажёг Нерон великий Рим, чтобы любоваться пожаром» (аплодисменты). В своем выступлении В. Ф. Врагов поддержал депутата от Тамбовской губернии крестьянина В. В. Рябова, считавшего, что технике обработке земли и практическому опыту ведения хозяйства управляющие помещичьими имениями вынуждены учиться у крестьян. Врагов заявил, и помещичьи, и крестьянские земли обрабатываются одними и теми же крестьянскими руками. Он также поддержал предложения об ограничении времени выступлений депутатов.
10 июля 1906 года в году Выборге подписал «Выборгское воззвание» и осуждён по ст. 129, ч. 1, п. п. 51 и 3 Уголовного Уложения, приговорен к 3 месяцам тюрьмы и лишён права быть избранным.
После роспуска Думы в конце июля 1906 вернулся в Каменку. Вел агитацию среди крестьян за программу Трудовой группы. Был арестован после заказанной им 30 июля панихиды по члену Думы М. Я. Герценштейну. Врагов был очень популярен среди земляков, его называли «Каменский правдолюбец». Арест Врагова послужил причиной массового выступления крестьян. При его аресте был убит исправник Кострыгин. Толпе крестьян удалось освободить его из-под военного караула. По сигналу колокола жители сёл Каменка, Варежка, Ростовка, Кувака сбежались в Каменку и отбили арестованного депутата Врагова, находившегося под арестом на даче Воейкова. Освободители принесли Врагова на руках до его дома. После попытки ареста Врагова дом другого пензенского депутата-«выборжца» П. Е. Дюмаева был на три дня взят под охрану революционно настроенными крестьянами села Головинщино. На подавление крестьянского выступления из Пензы по распоряжению губернатора был отправлен карательный отряд.
В 1907—1909 годы Врагов ещё несколько раз подвергался арестам. По политическим взглядам близок к Партии социалистов-революционеров, но членство в партии не оформлял.
В апреле 1911 года находился в административной ссылке

### После октябрьской революции
К 1917 году отошёл от политической деятельности.
В 1930-х годах — крестьянин-единоличник села Студенец Каменского района Тамбовской области. Однако в 1937 году проживал на родине — в селе Каменка Каменского района Пензенской области и оставался крестьянином-единоличником.

### Последний арест и гибель
1 августа 1937 года арестован Каменским Районным отделом УНКВД по Тамбовской области по сфабрикованному обвинению. 10 ноября 1937 года приговорен тройкой при УНКВД по Тамбовской области по обвинению по статье 58-8-10 ч 1-11 в том, что являлся руководителем эсеровской группы, обсуждал вопросы о подготовке вооружённого восстания и свержения Советской власти и высказывал террористические намерения. Приговорён к расстрелу. Расстрелян 29 декабря 1937 года.
14 июля 1989 года реабилитирован прокуратурой Пензенской области.

## Память
Земляки в городе Каменка до сих пор помнят Василия Фёдоровича Врагова, хотя его память никак не увековечена.